# Primera Zona Naval
La Primera Zona Naval es un comando regional de la Armada de Chile con sede en Valparaíso y dependiente de la Comandancia en Jefe de la Armada.

## Historia
El 14 de mayo de 1927 se crearon cinco apostaderos navales dependientes del ministro de Marina, a saber: Arica, Valparaíso, Talcahuano, Puerto Montt y Magallanes.
El antecesor de la Primera Zona Naval fue el Apostadero Naval Valparaíso, cuya jurisdicción geográfica comprendía, de norte a sur: el litoral desde Atacama hasta la desembocadura del río Mataquito pasando por Coquimbo y Valparaíso.
A partir del 12 de diciembre de 1933 los apostaderos navales pasaron a depender del director general de la Armada.
El 26 de abril de 1937 la isla de Pascua o Rapa Nui se integró a la jurisdicción del Valparaíso.
El 17 de agosto de 1944 el presidente Juan Antonio Ríos Morales modificó la organización naval del país. Se crearon cuatro zonas navales. El Apostadero Naval Valparaíso se transformó en la «Zona Naval Central». La jurisdicción abarcaba desde Chañaral hasta Pichilemu.
El 19 de mayo de 1945 la Zona Naval Central adquirió el nombre «Primera Zona Naval» por decreto supremo n.º 844.